# Abrocoma boliviensis
Abrocoma boliviensis és una espècie de mamífer rosegador de la família dels abrocòmids. És endèmica de la província de Manuel María Caballero (Bolívia). Es tracta d'un animal herbívor. El seu hàbitat natural són les zones rocoses situades dins de selves nebuloses. Està en perill crític a causa de la destrucció i fragmentació del seu hàbitat.